# Guernica
 (janvier 2023).
Si vous disposez d'ouvrages ou d'articles de référence ou si vous connaissez des sites web de qualité traitant du thème abordé ici, merci de compléter l'article en donnant les références utiles à sa vérifiabilité et en les liant à la section « Notes et références ».
Pour les articles homonymes, voir Guernica (homonymie).
Guernica (ou Gernika-Lumo nom officiel basque, ou Guernica y Lumo en espagnol) est une commune de Biscaye dans la communauté autonome du Pays basque en Espagne.
Capitale historique et spirituelle du Pays basque, elle est particulièrement connue pour sa destruction par les aviateurs de la légion Condor le 26 avril 1937, envoyés par Hitler afin de soutenir le général Franco.
Ce bombardement a inspiré de nombreux artistes : Guernica est le nom d'un tableau de Pablo Picasso, d'une sculpture de René Iché, d'une des premières musiques électroacoustiques de Patrick Ascione, d'une composition musicale de René-Louis Baron et d'un poème de Paul Éluard (La victoire de Guernica).

## Géographie

### Quartiers
Gernika-Lumo possède plusieurs quartiers : Errenteria, Arana, Lumo et Zallo

## Histoire

### Moyen Âge
En ces lieux, le comte Don Tello a fondé le 28 avril 1366 la ville de Guernica. À l'origine, la ville était située dans le carrefour formé par les routes de Bermeo à Durango et de Bilbao à Elantxobe et Lekeitio ; sa situation est un point commercial stratégique qui justifie l'endroit de sa construction. Le port a acquis une importance particulière puisqu'il était la fin de la partie navigable du fleuve Oka, qui commençait à Mundaka. De petits bateaux de marchandises y circulaient, décrits dans différents ouvrages comme nadichuelos mercantiles. La lettre suivante au peuple constitutif de la ville fait référence à cette caractéristique :
Sepan cuantos esta carta proivilegio vieren. como yo, Don Tello, con placer de todos los vizcainos, fago en Guernica población e villa que se dice Puerto de Guernica .../... otrosi mando que non debes portazgo ni treintazgo ni preciode nave nin Bagel, nin de otra mercancia, que venga e vaia de este lugar de Guernica.

#### Symbole des fueros
Guernica devint rapidement la capitale spirituelle du Pays basque, lorsque les assemblées législatives de Biscaye ont commencé à s'y tenir et que les seigneurs de Biscaye (puis les rois de Castille et d'Espagne ainsi que, de nos jours, les lehendakariak de la Communauté autonome basque) sont venus y prêter serment lors de leur accession au pouvoir. Cette cérémonie s'est déroulée symboliquement sous l'arbre de Guernica, conformément à la tradition, assez généralisée en Europe médiévale et fortement enracinée chez les Basques, de se réunir sous un arbre, généralement un chêne comme c'est le cas à Guernica, pour décider en assemblée plénière des intérêts de la communauté.

### Époques moderne et contemporaine
Avec le temps, la ville de Guernica a acquis la typologie urbaine caractéristique des villes basques, constituée par une série de rues parallèles coupées en angle droit par une rue transversale et par les églises qui étaient situées dans les extrémités de l'enceinte urbaine.
À Guernica, qui au XVIe siècle atteignait 5,8 ha et comptait quelque 865 habitants, le noyau central était formé par quatre rues parallèles : Goyenkale, Azokekale, Artekale et Barrenkale et la transversale appelée Santa María.
La vie de la ville, avec une rigidité normative visant à préserver les privilèges de la petite bourgeoisie dominante, est restée avec de faibles modifications tout au long des XVIe et XVIIe siècles.
Au XVIIIe siècle, la ville comptait 749 maisons régulières, avec les rues déjà commentées, outre une place dans le centre, avec le bâtiment de la mairie. Il y avait aussi une prison publique pour les malfaiteurs de toute la Seigneurie, un hôpital et la Casa de Misericordia (maison de la Miséricorde) pour accueillir les habitants pauvres de la ville.
La structure des bâtiments, avec d'abondants montants de bois, rendaient fréquents les incendies (1521, 1537 et 1835), auxquels s'ajoutaient les importantes inondations que subissait la ville lorsque coïncidaient les pluies avec la marée haute. Face à ces malheurs naturels, le rythme quotidien du guerniqués (gentilé en espagnol) passait des activités agricoles (culture de céréales, produits horticoles et arbres fruitiers), aux activités artisanales (tailleurs, cordonniers, fabrication de toile…) et commerçantes (transport et vente de marchandises).
Durant ces siècles, la confrontation constante de la ville avec sa voisine, l'elizate de Lumo s'est caractérisée par des problèmes juridiques de limites, qui n'ont été résolus qu'en 1882 lorsque les deux populations se sont unies pour former Gernika-Lumo.
Les industries arriveront dans la première décennie du XXe siècle. La population a constamment crû, en passant de 4 500 habitants en 1920 à 6 000 habitants en 1936.

#### Bombardement de 1937
Au plus vif de la guerre d'Espagne, le 26 avril 1937, jour de marché, quatre escadrilles de la légion Condor de l'aviation allemande, venues soutenir le général Franco, protégées par des avions de chasse italiens, procèdent au bombardement de la ville de Guernica. L'attaque commence à 16 h 30, aux bombes explosives puis à la mitrailleuse pendant plus de trois heures, et, enfin, aux bombes incendiaires. Après avoir lâché quelque cinquante tonnes de bombes incendiaires, les derniers avions quittent le ciel de Guernica vers 19 h 45. Après le bombardement, un cinquième de la ville est en flammes, et l'aide des pompiers de Bilbao se révélant inefficace, le feu se propage aux deux tiers des habitations.

##### Victimes
Selon le journaliste britannique C. L. Steer, correspondant du Times en Espagne au moment du bombardement, 800 à 3 000 des 7 000 habitants de Guernica périrent. Le chiffre donné par le gouvernement basque fait état de 1 654 morts et 889 blessés. D'autres sources de l'époque (comme L'Humanité) et des ouvrages historiques ultérieurs ont également parlé de plusieurs milliers de morts.
Les travaux de certains historiens, dont Jesús Salas Larrazábal, ainsi qu'une majorité des recherches historiques récentes selon la BBC, récusent cependant ce chiffre et le ramènent à de 100 à 300 victimes (morts ou blessés ?). Selon eux, les chiffres de Steer, qui n'a pas assisté au bombardement, seraient exagérés en raison de l'anti-nazisme du Times, qui voulait contrecarrer la propagande pacifiste du Labour Party, et convaincre l'opinion publique du danger constitué par l'Allemagne nazie ; ils estiment que les communistes républicains et les indépendantistes basques n'auraient pas apporté de démenti à ce chiffre parce que ce scandale international leur était favorable.

##### Responsabilités
Selon certaines sources, le massacre a été effectué à l'instigation de l'état-major nationaliste et, en particulier, du général Franco. En se basant sur le journal personnel du général allemand von Richthofen, les articles de presse publiés à Bilbao et les témoignages disponibles, le journaliste écrivain polémiste Pío Moa affirme cependant que ce bombardement aurait été décidé par le dit général, commandant en chef allemand de la Légion Condor, ce malgré les ordres du général Mola.

##### Premier raid aérien sur des civils
Ce bombardement a été considéré comme le tout premier raid de l'histoire de l'aviation militaire moderne sur une population civile sans défense. La même légion Condor avait cependant déjà bombardé des dizaines de milliers de civils fuyant l'avancée nationaliste sur la route de Málaga à Almería, pendant les deux premières semaines de février 1937 Quelques jours avant Guernica, la ville voisine de Durango avait également été bombardée par l'aviation italienne, causant plusieurs centaines de morts.

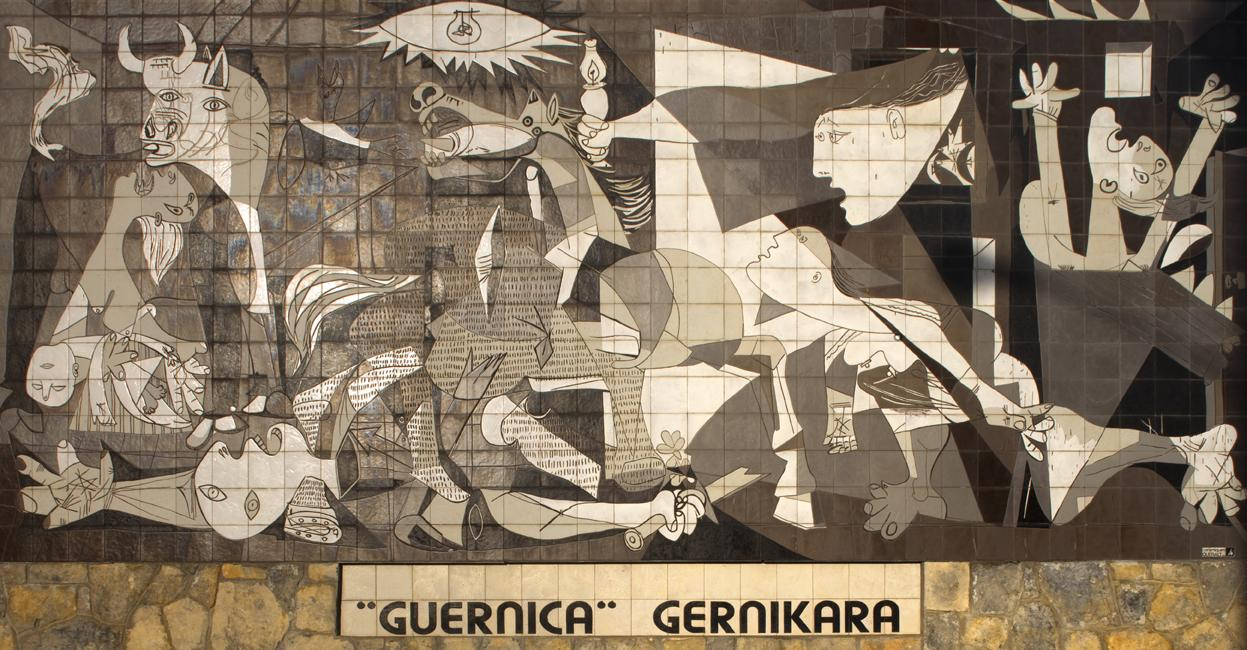
Reproduction en carreaux de céramique du tableau de Picasso.

##### Médiatisation
- Pablo Picasso a peint l'horreur de cet événement dans le tableau Guernica. Cette commande du gouvernement républicain espagnol pour son pavillon de l'Exposition universelle de 1937 à Paris est devenue une des œuvres les plus célèbres de Picasso.
- Josep Grau-Garriga a tissé une tapisserie-sculpture (ou tapisserie-tridimensionnelle) s'intitulant le Tronc de Guernica symbolisant le dégoût de l'artiste pour la Guerre.
- Le compositeur Pablo Sorozábal a composé une marche funèbre poignante en mémoire du bombardement de 1937, intitulée "Gernika"
- Un documentaire de Begonia Plaza par les survivants[12].
- Le poème La Victoire de Guernica de Paul Éluard (recueil Cours Naturel, 1938).
- Le chanteur Renaud fait référence à Guernica dans sa chanson Toujours debout en 2016 (« Tous ceux qui tombent autour de moi, c'est l’hécatombe, c'est Guernica… »), au tout début de la chanson.
- Un roman est notamment consacré à ce bombardement, il s'agit de L'enfant de Guernica écrit par Guy Jimenes en 2013.
- La bande dessinée Double 7, de Yann et Juillard (éditions Dargaud, 2018), se conclut lors du bombardement d'une ville espagnole en 1937. Seul l'épilogue, situé à notre époque dans le musée où est exposée la toile de Picasso, nous fait comprendre que ce bombardement était celui de Guernica.

## Personnalités
- José Antonio Arana, musicologue.
- Pello Bilbao, cycliste.
- Roberto Laiseka, cycliste.
- Manuel Allendesalazar, homme politique.
- Joane Somarriba, cycliste.
- Luis Villasante.

## Galerie

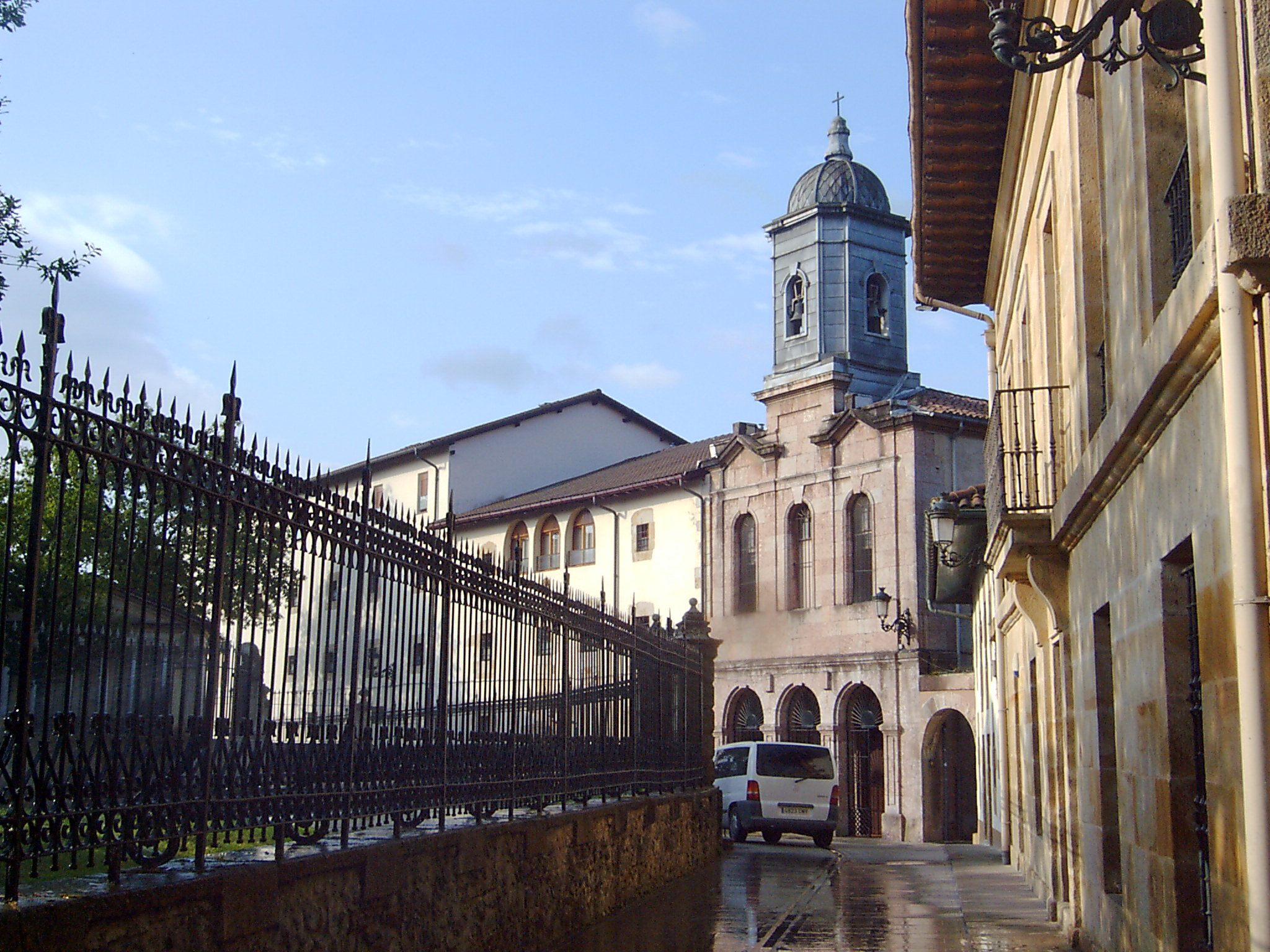
Guernica.
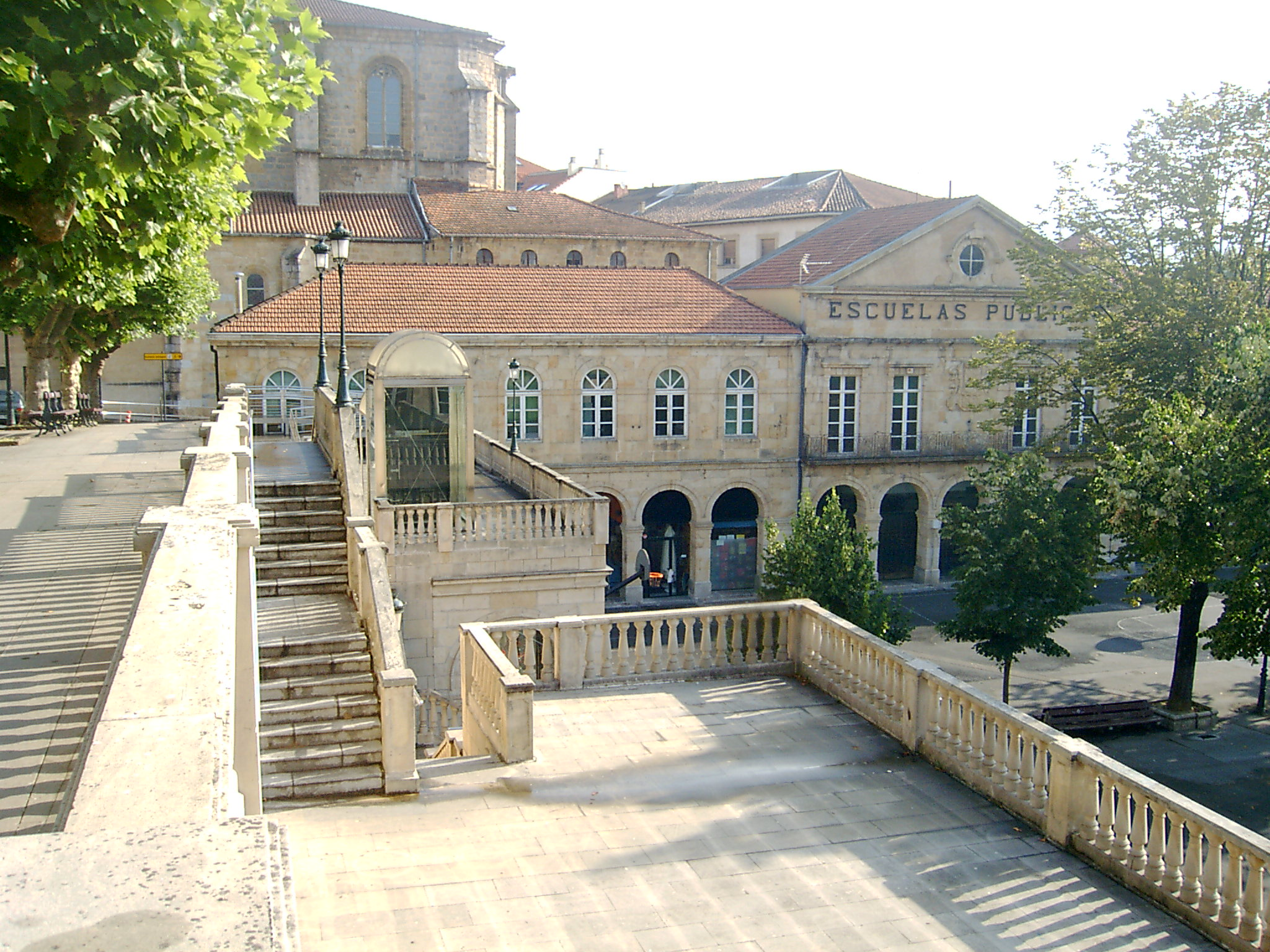
Guernica.
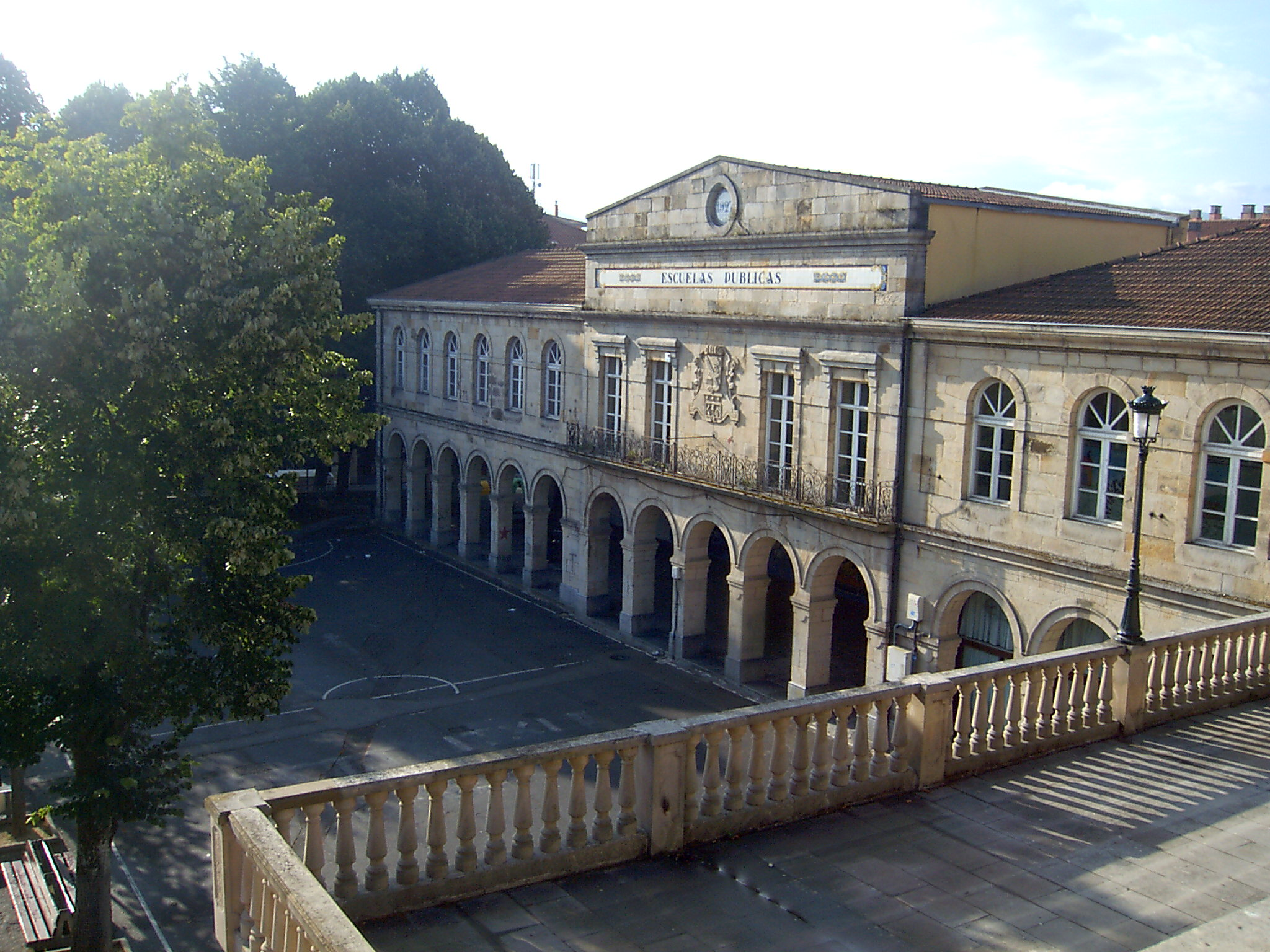
Guernica.
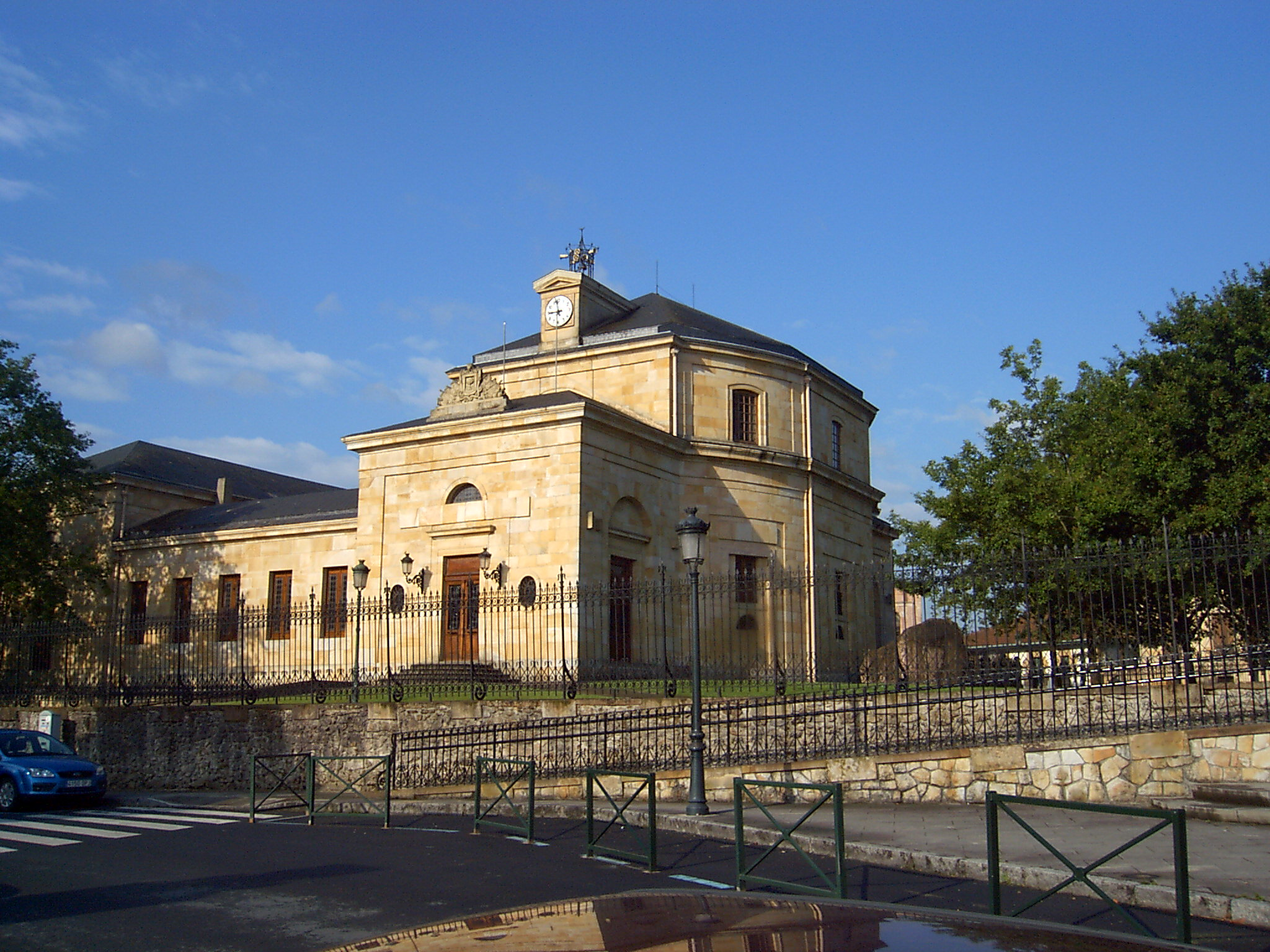
Batzar nagusiak.
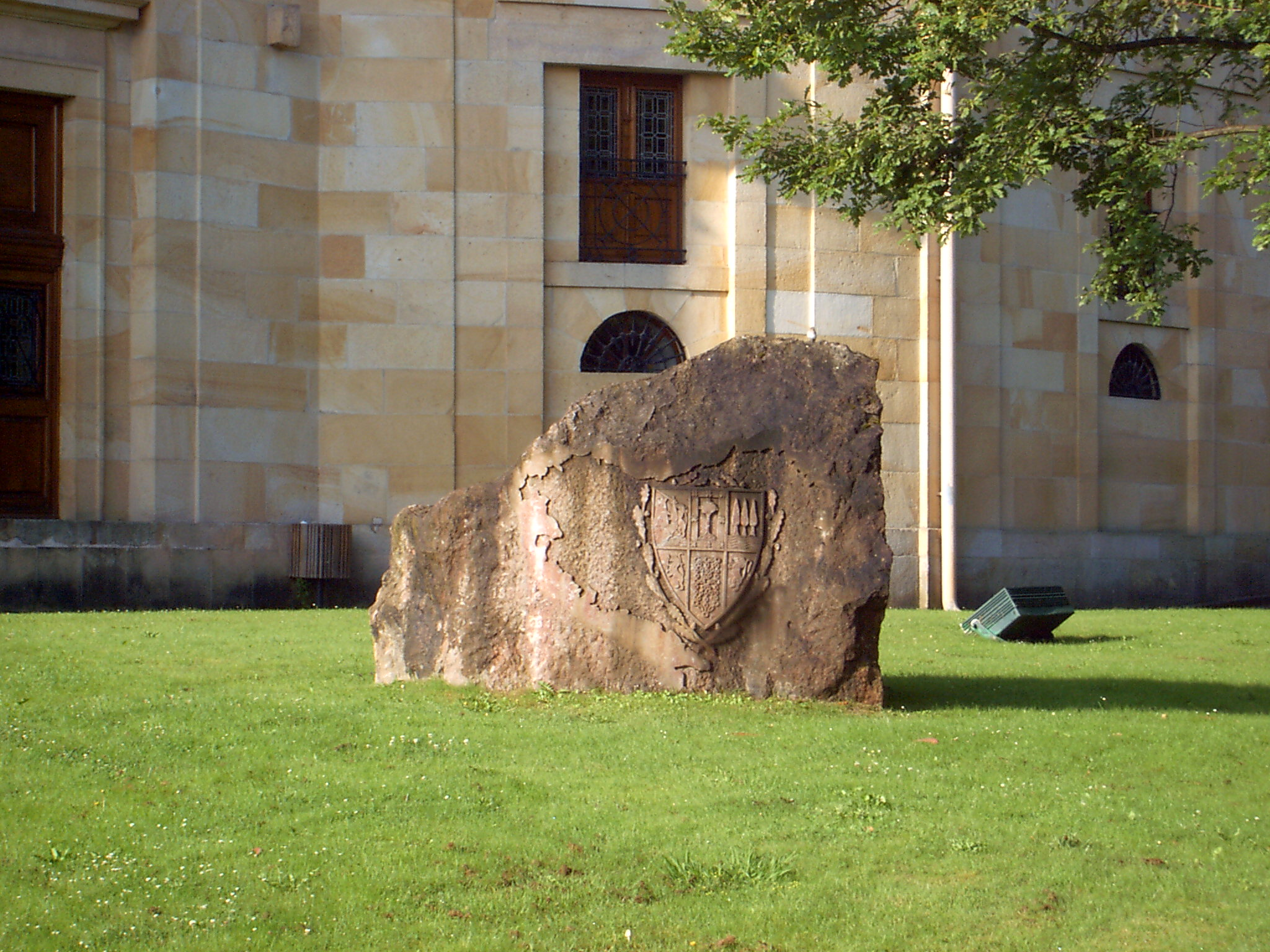
Batzar nagusiak.
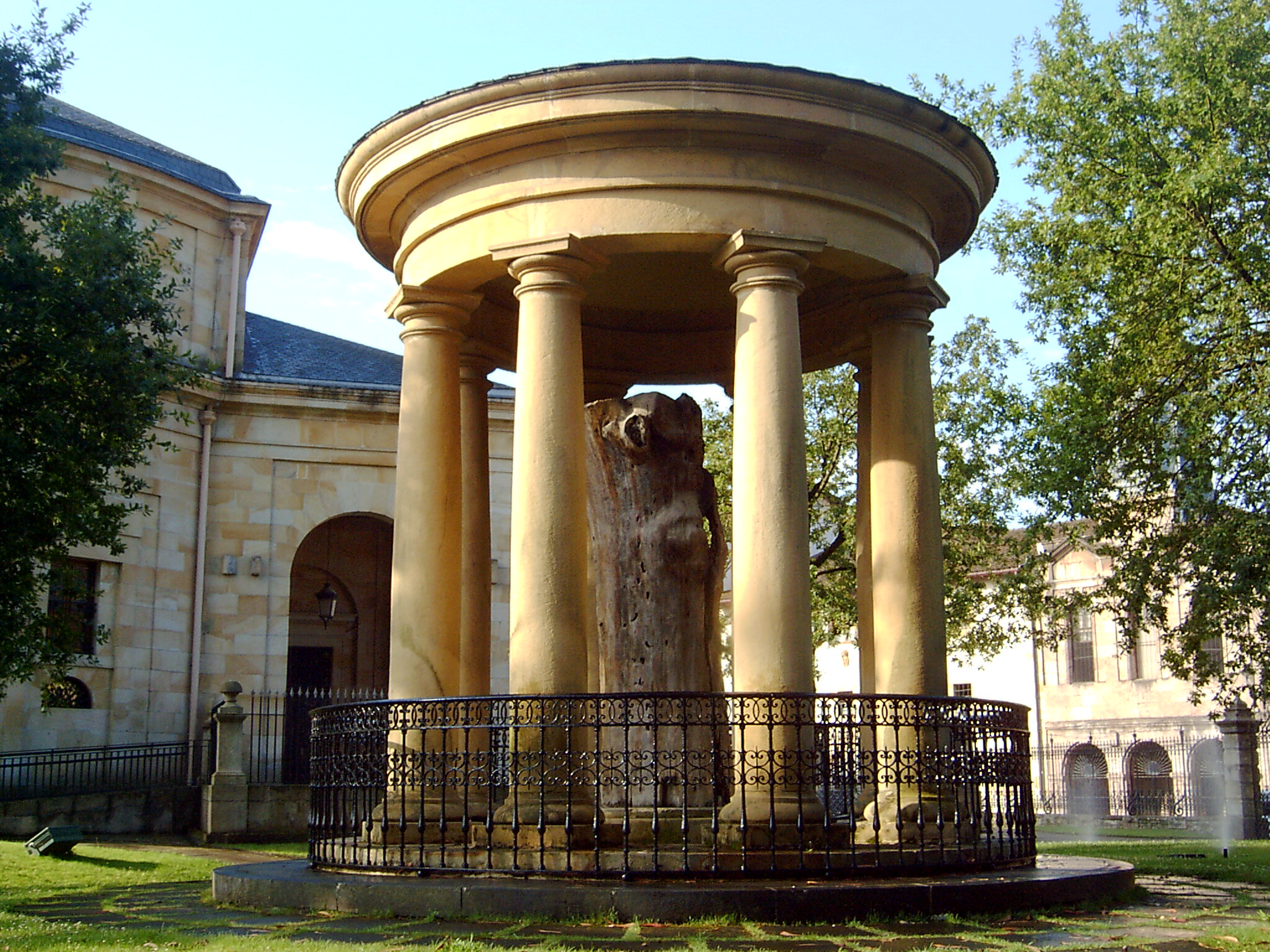
L'arbre, le chêne de Guernica.
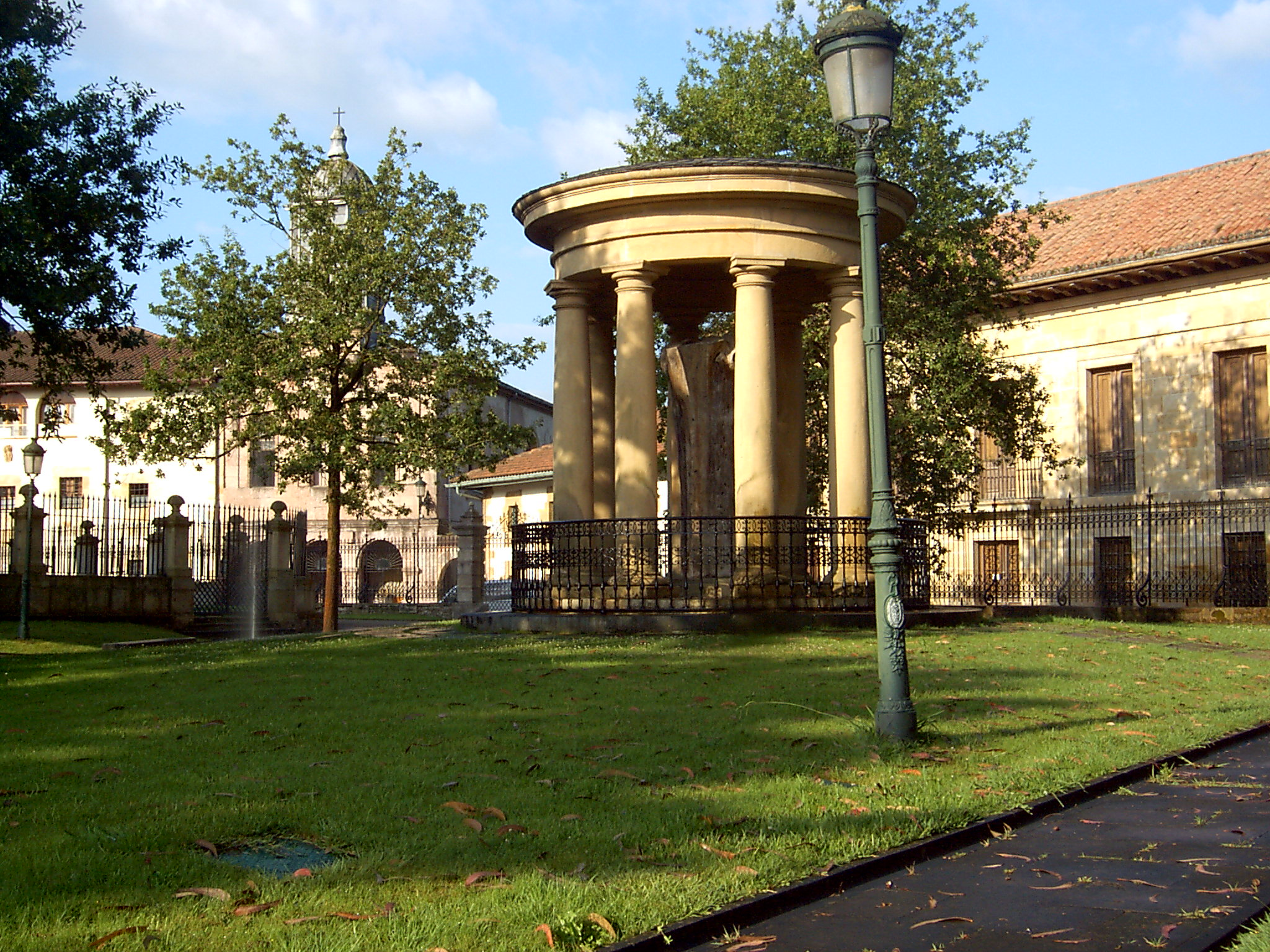
L'arbre, le chêne de Guernica.
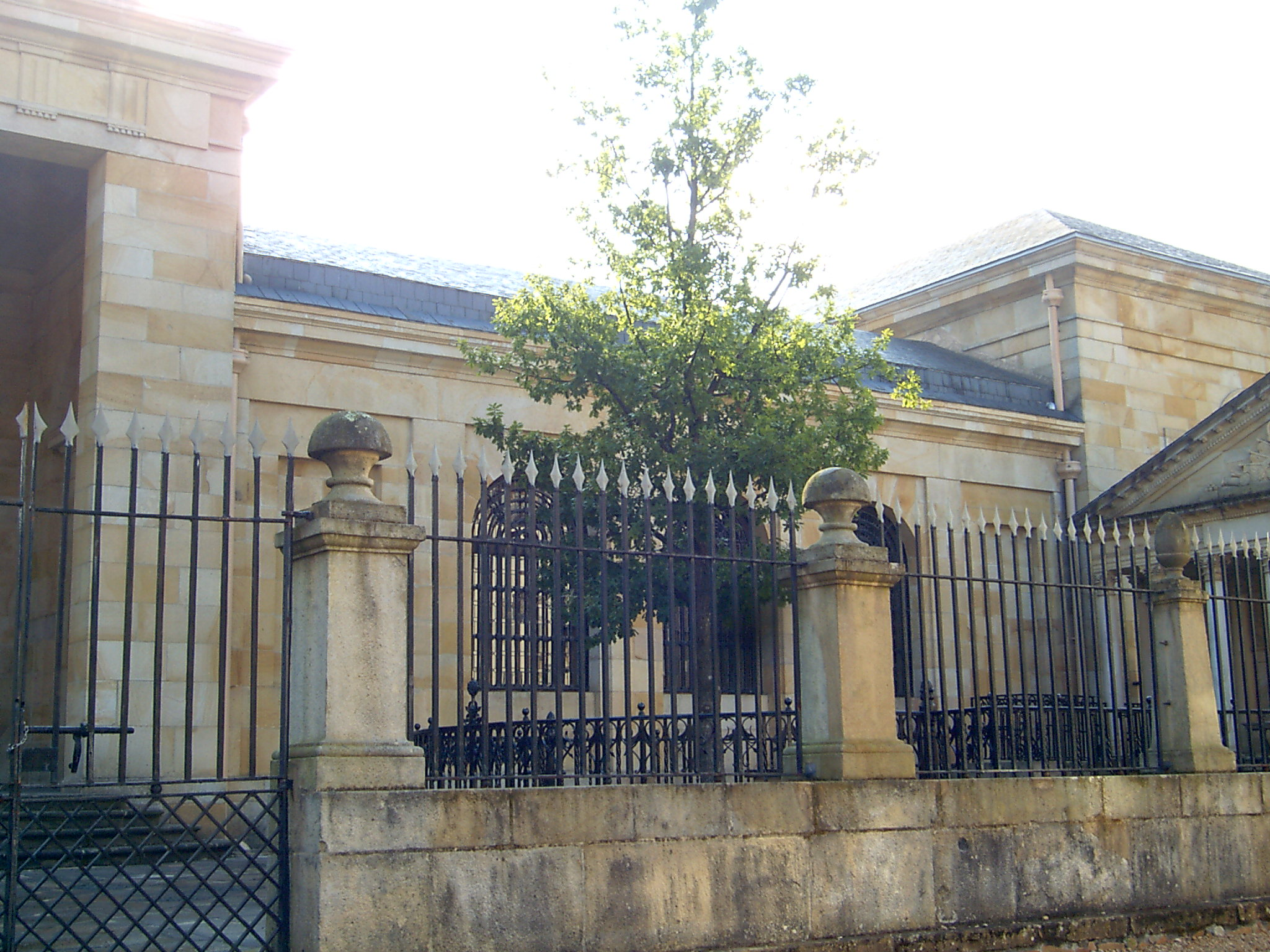
L'arbre, le chêne de Guernica.

## Jumelages
- Berga (Espagne) depuis 1986
- Pforzheim (Allemagne) depuis 1988
- Boise (États-Unis) depuis 1993
- Celaya (Mexique)